# Гарвард, Джон (священник)
Джон Гарвард (26 ноября 1607 — 14 сентября 1638) — английский христианский проповедник, в честь которого назван Гарвардский университет.

## Биография

### Ранние годы
Джон Гарвард родился и вырос в Саутуарке, Суррей (ныне часть Лондона), был четвертым из девяти детей Роберта Гарварда (1562—1625), мясника и владельца собственной лавки, и Кэтрин Роджерс (1584—1635), уроженки Стратфорда. Образование получил в средней школе Святого Спасителя, где его отец был членом управляющего совета и старостой приходской церкви.
В 1625 году его отец, сестра и двое братьев умерли от бубонной чумы. Через некоторое время мать Гарварда вышла замуж за Джона Эллетсона (1580—1626), который умер спустя несколько месяцев. В 1627 году Кэтрин обручилась с Ричардом Йеарвудом (1580—1632). Она умерла в 1635 году, его брат Томас в 1637 году.
У Кэтрин были некоторые средства, и она смогла отправить Гарварда в Кембриджский университет. 19 декабря 1627 года он был принят в Эммануил-колледж на платное отделение и в 1632 году получил степень бакалавра гуманитарных наук, а в 1635 году степень магистра гуманитарных наук. По окончании университета Гарвард был рукоположён в сан священника-конгрегационалиста.

### Женитьба и карьера
19 апреля 1636 года Гарвард женится на Энн Седлер (1614—1655). 
Во второй половине 1637 года они эмигрируют в Новую Англию и поселяются в Чарлстауне (теперь часть Бостона). Гарвард становится вольным гражданином Массачусетса и проповедником Первой церкви. Там же служил ассистентом проповедника З. Симмеса.
В апреле 1638 года Гарвард вошел в состав комитета по подготовке свода законов для колонии, а также ему был передан в собственность участок земли. 
Он построил дом на улице Кантри (ранее Рыночная улица, а сейчас Главная улица), недалеко от переулка Лэйн. На этом месте сейчас находится сквер Джона Гарварда.

### Кончина
14 сентября 1638 года Гарвард умер от туберкулёза и был похоронен на Чарлстонском кладбище на улице Фиппс. В 1828 году выпускники Гарвардского университета воздвигли там гранитный надгробный памятник в честь него, так как изначальное надгробие исчезло во время Американской революции.
Вдова Гарварда, Энн, вышла замуж за Томаса Аллена, преемника Гарварда на посту учителя Чарлстаунской церкви. Аллен был распорядителем воли Гарварда и его наследства.

## Основатель Гарвардского университета
За два года до смерти Гарварда Генеральное законодательное собрание колонии Массачусетского залива, желая «продвигать знания и передавать их потомкам, опасаясь оставить неграмотное духовенство церквям, когда наши нынешние проповедники уйдут во прах», ассигновало 400 фунтов для «школы или колледжа», который в те времена стал называться Ньютаун. В своей воле, высказанной жене устно, бездетный Гарвард, унаследовавший от отца, матери и брата значительное состояние, завещал этой школе 780 фунтов — половину своего наследства в денежном эквиваленте, а другую половину своей жене. Эта сумма была примерно равна сумме годовых налогов, получаемых колонией Массачусетского залива.  
Более того, он также отдал около 400 томов из своей научной библиотеки новому колледжу (примерно 329 наименований, некоторые книги были многотомными), основанному в 1636 году. В благодарность за то пожертвование, в 1639 году было решено, что «колледж, ранее предполагавшийся как Кембридж, будет назван Гарвардский колледж». (Еще до смерти Гарварда Ньютаун был переименован в Кембридж в честь английского университета, который закончили многие колонисты, включая самого Гарварда).

### Миф «основательства»
В туристических гидах «Умник» и в газете Гарвардского колледжа «Гарвард кримсон» утверждается, что Джон Гарвард не заслужил звание основателя, потому что голосование в колонии произошло за два года до смерти Гарварда. Но как указывалось в 1934 году в письме Джерома Дэвиса Грина, секретаря Гарвардского объединения, основание Гарвардского колледжа — это дело рук не одного человека, но многих; поэтому Джон Гарвард считается не единственным основателем, а одним из них. 
Однако, хотя развенчание мифов важно, следует отдать должное историческим фактам. Действительно, этот колледж был основан 28 октября 1636 года, но вклад Гарварда на заре появления этого учебного заведения был значительным, благодаря чему Генеральное законодательное собрание, признав это, в марте 1639 года дало имя Гарварда данному  колледжу. Это произошло почти за два года до появления первого президента и за четыре года до выпуска первых студентов.

### Памятник Джону Гарварду
В 1884 году скульптор Даниэль Френч создавал памятник Джону Гарварду специально для торжества по случаю 250-летия университета, которое отмечалось в 1885 году, однако не нашлось ни одного изображения героя, и моделью стал студент Гарвардского университета (Шерман Хоэр). Этот памятник стоит во дворе университета и считается его достопримечательностью. 
Памятник иногда называют «Скульптурой трех неправд» в связи с тем, что это не Джон Гарвард, что он не был основателем и что университет не был учрежден в 1638 году (год смерти Джона Гарварда). 